# 英萃镇
英萃镇，是中华人民共和国四川省广元市旺苍县下辖的一个乡镇级行政单位。2020年5月，将原正源乡竹园村、学堂村所属行政区域划归英萃镇管辖。

## 行政区划
英萃镇下辖以下地区：
方家坝社区、中山村、关嘴村、新建村、新房村、长石村、响水村、五岭村和雄鹰村。